# Penstemon compactus
Penstemon compactus är en grobladsväxtart som först beskrevs av Karl Keck, och fick sitt nu gällande namn av Crosswhite. Penstemon compactus ingår i släktet penstemoner, och familjen grobladsväxter. Inga underarter finns listade i Catalogue of Life.